# Orchidantha quadricolor
Orchidantha quadricolor är en enhjärtbladig växtart som beskrevs av L.B.Pedersen och Anthony L. Lamb. Orchidantha quadricolor ingår i släktet Orchidantha och familjen Lowiaceae. Inga underarter finns listade.